# 陈望道故居
陈望道故居是复旦大学前校长陈望道的出生地，位于浙江省义乌市城西街道分水塘村。1920年，受邵力子委托，陈望道在此将日文版《共产党宣言》翻译为中文，成为共产党宣言首个中译本。故居由陈望道父亲陈君元建于1909年，坐北朝南，占地面积430平方米，天井院结构的砖木建筑，为典型的浙中民居。2011年1月，陈望道故居成为浙江省文物保护单位，2019年10月7日成为全国重点文物保护单位。